# Vuelta a Asturias 2018
Vuelta a Asturias 2018 var den 61. udgave af det spanske landevejscykelløb i Asturien. Løbet foregik i perioden 27. april til 29. maj 2018. Løbet var en del af UCI Europe Tour 2018 og var i kategorien 2.1. Den samlede vinder af løbet blev ecuadorianske Richard Carapaz fra Movistar Team.

## Ryttere og hold
| UCI WorldTeam- Movistar Team UCI Professionelle kontinentalthold (6)- Fortuneo-Samsic - Burgos-BH - Manzana Postobón - Israel Cycling Academy - Caja Rural-Seguros RGA - Euskadi Basque Country-Murias UCI Kontinentalhold (9)- Coldeportes Zenú - Team Ukyo - RP-Boavista - W52-FC Porto - Aviludo-Louletano - Lokosphinx - Medellín-Éxito - Fundación Euskadi - Bicicletas Strongman |
| |

## Etaperne
| Etape    | Dato     | Start – Mål                  | type          | Afstand (km) | Etapevinder      | Førende rytter   |
| -------- | -------- | ---------------------------- | ------------- | ------------ | ---------------- | ---------------- |
| 1. etape | 27. apr. | Oviedo – La Pola             | kuperet etape | 177          | Dmitrij Strakhov | Dmitrij Strakhov |
| 2. etape | 28. apr. | Soto Ribera – Alto del Acebo | bjergetape    | 171          | Richard Carapaz  | Richard Carapaz  |
| 3. etape | 29. apr. | Cangas del Narcea – Oviedo   | kuperet etape | 119          | Ricardo Mestre   | Richard Carapaz  |

### 1. etape
| \| Etaperesultat \| Etaperesultat \| Etaperesultat \| Etaperesultat \| Etaperesultat \| \| Rytter \| Rytter \| Hold \| Tid \| \| \| ------------- \| ---------------- \| ---------------- \| ------------- \| ------------- \| \| 1. \| Dmitrij Strakhov \| Lokosphinx \| 4t 17' 06" \| \| \| 2. \| Jonathan Caicedo \| Medellín \| + 0" \| \| \| 3. \| Sergio Higuita \| Manzana Postobón \| + 0" \| \| \| 4. \| Eduard Prades \| Euskadi-Murias \| + 0" \| \| \| 5. \| Richard Carapaz \| Movistar Team \| + 0" \| \| |                  |                  |            |
| |                  |                  |            |
| |                  |                  |            |
| Etaperesultat |                  |                  |            |
| Rytter | Rytter           | Hold             | Tid        |
| 1. | Dmitrij Strakhov | Lokosphinx       | 4t 17' 06" |
| 2. | Jonathan Caicedo | Medellín         | + 0"       |
| 3. | Sergio Higuita   | Manzana Postobón | + 0"       |
| 4. | Eduard Prades    | Euskadi-Murias   | + 0"       |
| 5. | Richard Carapaz  | Movistar Team    | + 0"       |

| \| Samlede stilling \| Samlede stilling \| Samlede stilling \| Samlede stilling \| Samlede stilling \| \| Rytter \| Rytter \| Hold \| Tid \| \| \| ---------------- \| ---------------- \| ---------------- \| ---------------- \| ---------------- \| \| 1. \| Dmitrij Strakhov \| Lokosphinx \| 4t 16' 56" \| \| \| 2. \| Jonathan Caicedo \| Medellín \| + 4" \| \| \| 3. \| Sergio Higuita \| Manzana Postobón \| + 6" \| \| \| 4. \| Eduard Prades \| Euskadi-Murias \| + 10" \| \| \| 5. \| Richard Carapaz \| Movistar Team \| + 10" \| \| |                  |                  |            |
| |                  |                  |            |
| |                  |                  |            |
| Samlede stilling |                  |                  |            |
| Rytter | Rytter           | Hold             | Tid        |
| 1. | Dmitrij Strakhov | Lokosphinx       | 4t 16' 56" |
| 2. | Jonathan Caicedo | Medellín         | + 4"       |
| 3. | Sergio Higuita   | Manzana Postobón | + 6"       |
| 4. | Eduard Prades    | Euskadi-Murias   | + 10"      |
| 5. | Richard Carapaz  | Movistar Team    | + 10"      |

### 2. etape
| \| Etaperesultat \| Etaperesultat \| Etaperesultat \| Etaperesultat \| Etaperesultat \| \| Rytter \| Rytter \| Hold \| Tid \| \| \| ------------- \| ----------------- \| ------------- \| ------------- \| ------------- \| \| 1. \| Richard Carapaz \| Movistar Team \| 4t 24' 14" \| \| \| 2. \| Jonathan Caicedo \| Medellín \| + 42" \| \| \| 3. \| Rubén Fernández \| Movistar Team \| + 50" \| \| \| 4. \| Robinson Chalapud \| Medellín \| + 50" \| \| \| 5. \| Antonio Pedrero \| Movistar Team \| + 1' 05" \| \| |                   |               |            |
| |                   |               |            |
| |                   |               |            |
| Etaperesultat |                   |               |            |
| Rytter | Rytter            | Hold          | Tid        |
| 1. | Richard Carapaz   | Movistar Team | 4t 24' 14" |
| 2. | Jonathan Caicedo  | Medellín      | + 42"      |
| 3. | Rubén Fernández   | Movistar Team | + 50"      |
| 4. | Robinson Chalapud | Medellín      | + 50"      |
| 5. | Antonio Pedrero   | Movistar Team | + 1' 05"   |

| \| Samlede stilling \| Samlede stilling \| Samlede stilling \| Samlede stilling \| Samlede stilling \| \| Rytter \| Rytter \| Hold \| Tid \| \| \| ---------------- \| ----------------- \| ---------------------- \| ---------------- \| ---------------- \| \| 1. \| Richard Carapaz \| Movistar Team \| 8t 41' 10" \| \| \| 2. \| Jonathan Caicedo \| Medellín \| + 40" \| \| \| 3. \| Robinson Chalapud \| Medellín \| + 1' 00" \| \| \| 4. \| Rubén Fernández \| Movistar Team \| + 1' 05" \| \| \| 5. \| Nathan Earle \| Israel Cycling Academy \| + 1' 17" \| \| |                   |                        |            |
| |                   |                        |            |
| |                   |                        |            |
| Samlede stilling |                   |                        |            |
| Rytter | Rytter            | Hold                   | Tid        |
| 1. | Richard Carapaz   | Movistar Team          | 8t 41' 10" |
| 2. | Jonathan Caicedo  | Medellín               | + 40"      |
| 3. | Robinson Chalapud | Medellín               | + 1' 00"   |
| 4. | Rubén Fernández   | Movistar Team          | + 1' 05"   |
| 5. | Nathan Earle      | Israel Cycling Academy | + 1' 17"   |

### 3. etape
| \| Etaperesultat \| Etaperesultat \| Etaperesultat \| Etaperesultat \| Etaperesultat \| \| Rytter \| Rytter \| Hold \| Tid \| \| \| ------------- \| --------------------- \| ---------------------- \| ------------- \| ------------- \| \| 1. \| Ricardo Mestre \| W52-FC Porto \| 2t 40' 42" \| \| \| 2. \| Aleksandr Jevtusjenko \| Lokosphinx \| + 9" \| \| \| 3. \| Benjamín Prades \| Team Ukyo \| + 34" \| \| \| 4. \| Rubén Fernández \| Movistar Team \| + 34" \| \| \| 5. \| Nathan Earle \| Israel Cycling Academy \| + 34" \| \| |                       |                        |            |
| |                       |                        |            |
| |                       |                        |            |
| Etaperesultat |                       |                        |            |
| Rytter | Rytter                | Hold                   | Tid        |
| 1. | Ricardo Mestre        | W52-FC Porto           | 2t 40' 42" |
| 2. | Aleksandr Jevtusjenko | Lokosphinx             | + 9"       |
| 3. | Benjamín Prades       | Team Ukyo              | + 34"      |
| 4. | Rubén Fernández       | Movistar Team          | + 34"      |
| 5. | Nathan Earle          | Israel Cycling Academy | + 34"      |

## Resultater
| \| Samlede stilling \| Samlede stilling \| Samlede stilling \| Samlede stilling \| Samlede stilling \| \| Rytter \| Rytter \| Hold \| Tid \| \| \| ---------------- \| ----------------- \| ---------------------- \| ---------------- \| ---------------- \| \| 1. \| Richard Carapaz \| Movistar Team \| 11t 22' 26" \| \| \| 2. \| Jonathan Caicedo \| Medellín \| + 40" \| \| \| 3. \| Ricardo Mestre \| W52-FC Porto \| + 59" \| \| \| 4. \| Robinson Chalapud \| Medellín \| + 1' 00" \| \| \| 5. \| Rubén Fernández \| Movistar Team \| + 1' 05" \| \| \| 6. \| Nathan Earle \| Israel Cycling Academy \| + 1' 17" \| \| \| 7. \| Sergio Pardilla \| Caja Rural-Seguros RGA \| + 1' 35" \| \| \| 8. \| Antonio Pedrero \| Movistar Team \| + 1' 37" \| \| \| 9. \| Joaquim Silva \| Caja Rural-Seguros RGA \| + 1' 44" \| \| \| 10. \| César Fonte \| W52-FC Porto \| + 2' 00" \| \| |                   |                        |             |
| |                   |                        |             |
| Kilde: ProCyclingStats |                   |                        |             |
| Samlede stilling |                   |                        |             |
| Rytter | Rytter            | Hold                   | Tid         |
| 1. | Richard Carapaz   | Movistar Team          | 11t 22' 26" |
| 2. | Jonathan Caicedo  | Medellín               | + 40"       |
| 3. | Ricardo Mestre    | W52-FC Porto           | + 59"       |
| 4. | Robinson Chalapud | Medellín               | + 1' 00"    |
| 5. | Rubén Fernández   | Movistar Team          | + 1' 05"    |
| 6. | Nathan Earle      | Israel Cycling Academy | + 1' 17"    |
| 7. | Sergio Pardilla   | Caja Rural-Seguros RGA | + 1' 35"    |
| 8. | Antonio Pedrero   | Movistar Team          | + 1' 37"    |
| 9. | Joaquim Silva     | Caja Rural-Seguros RGA | + 1' 44"    |
| 10. | César Fonte       | W52-FC Porto           | + 2' 00"    |

| Samlede stilling | Samlede stilling  | Samlede stilling       | Samlede stilling | Samlede stilling |
| Rytter           | Rytter            | Hold                   | Tid              |                  |
| ---------------- | ----------------- | ---------------------- | ---------------- | ---------------- |
| 1.               | Richard Carapaz   | Movistar Team          | 11t 22' 26"      |                  |
| 2.               | Jonathan Caicedo  | Medellín               | + 40"            |                  |
| 3.               | Ricardo Mestre    | W52-FC Porto           | + 59"            |                  |
| 4.               | Robinson Chalapud | Medellín               | + 1' 00"         |                  |
| 5.               | Rubén Fernández   | Movistar Team          | + 1' 05"         |                  |
| 6.               | Nathan Earle      | Israel Cycling Academy | + 1' 17"         |                  |
| 7.               | Sergio Pardilla   | Caja Rural-Seguros RGA | + 1' 35"         |                  |
| 8.               | Antonio Pedrero   | Movistar Team          | + 1' 37"         |                  |
| 9.               | Joaquim Silva     | Caja Rural-Seguros RGA | + 1' 44"         |                  |
| 10.              | César Fonte       | W52-FC Porto           | + 2' 00"         |                  |

| Pointkonkurrence | Pointkonkurrence      | Pointkonkurrence       | Pointkonkurrence | Pointkonkurrence |
| Rytter           | Rytter                | Hold                   | Point            |                  |
| ---------------- | --------------------- | ---------------------- | ---------------- | ---------------- |
| 1.               | Jonathan Caicedo      | Medellín               | 46 point         |                  |
| 2.               | Richard Carapaz       | Movistar Team          | 45 point         |                  |
| 3.               | Ricardo Mestre        | W52-FC Porto           | 33 point         |                  |
| 4.               | Nathan Earle          | Israel Cycling Academy | 32 point         |                  |
| 5.               | Dmitrij Strakhov      | Lokosphinx             | 31 point         |                  |
| 6.               | Rubén Fernández       | Movistar Team          | 30 point         |                  |
| 7.               | Aleksandr Jevtusjenko | Lokosphinx             | 25 point         |                  |
| 8.               | Benjamín Prades       | Team Ukyo              | 25 point         |                  |
| 9.               | Eduard Prades         | Euskadi-Murias         | 24 point         |                  |
| 10.              | César Fonte           | W52-FC Porto           | 21 point         |                  |

| Pointkonkurrence | Pointkonkurrence      | Pointkonkurrence       | Pointkonkurrence | Pointkonkurrence |
| Rytter           | Rytter                | Hold                   | Point            |                  |
| ---------------- | --------------------- | ---------------------- | ---------------- | ---------------- |
| 1.               | Jonathan Caicedo      | Medellín               | 46 point         |                  |
| 2.               | Richard Carapaz       | Movistar Team          | 45 point         |                  |
| 3.               | Ricardo Mestre        | W52-FC Porto           | 33 point         |                  |
| 4.               | Nathan Earle          | Israel Cycling Academy | 32 point         |                  |
| 5.               | Dmitrij Strakhov      | Lokosphinx             | 31 point         |                  |
| 6.               | Rubén Fernández       | Movistar Team          | 30 point         |                  |
| 7.               | Aleksandr Jevtusjenko | Lokosphinx             | 25 point         |                  |
| 8.               | Benjamín Prades       | Team Ukyo              | 25 point         |                  |
| 9.               | Eduard Prades         | Euskadi-Murias         | 24 point         |                  |
| 10.              | César Fonte           | W52-FC Porto           | 21 point         |                  |

| Bjergkonkurrence | Bjergkonkurrence  | Bjergkonkurrence       | Bjergkonkurrence | Bjergkonkurrence |
| Rytter           | Rytter            | Hold                   | Point            |                  |
| ---------------- | ----------------- | ---------------------- | ---------------- | ---------------- |
| 1.               | Fernando Orjuela  | Manzana Postobón       | 14 point         |                  |
| 2.               | Fabio Duarte      | Manzana Postobón       | 12 point         |                  |
| 3.               | Omar Mendoza      | Medellín               | 12 point         |                  |
| 4.               | Richard Carapaz   | Movistar Team          | 11 point         |                  |
| 5.               | Jonathan Caicedo  | Medellín               | 8 point          |                  |
| 6.               | Hernán Aguirre    | Manzana Postobón       | 7 point          |                  |
| 7.               | Ricardo Mestre    | W52-FC Porto           | 6 point          |                  |
| 8.               | Rubén Fernández   | Movistar Team          | 6 point          |                  |
| 9.               | Josu Zabala       | Caja Rural-Seguros RGA | 5 point          |                  |
| 10.              | Robinson Chalapud | Medellín               | 4 point          |                  |

| Bjergkonkurrence | Bjergkonkurrence  | Bjergkonkurrence       | Bjergkonkurrence | Bjergkonkurrence |
| Rytter           | Rytter            | Hold                   | Point            |                  |
| ---------------- | ----------------- | ---------------------- | ---------------- | ---------------- |
| 1.               | Fernando Orjuela  | Manzana Postobón       | 14 point         |                  |
| 2.               | Fabio Duarte      | Manzana Postobón       | 12 point         |                  |
| 3.               | Omar Mendoza      | Medellín               | 12 point         |                  |
| 4.               | Richard Carapaz   | Movistar Team          | 11 point         |                  |
| 5.               | Jonathan Caicedo  | Medellín               | 8 point          |                  |
| 6.               | Hernán Aguirre    | Manzana Postobón       | 7 point          |                  |
| 7.               | Ricardo Mestre    | W52-FC Porto           | 6 point          |                  |
| 8.               | Rubén Fernández   | Movistar Team          | 6 point          |                  |
| 9.               | Josu Zabala       | Caja Rural-Seguros RGA | 5 point          |                  |
| 10.              | Robinson Chalapud | Medellín               | 4 point          |                  |

| Holdkonkurrence | Holdkonkurrence               | Holdkonkurrence | Holdkonkurrence |
| Hold            | Hold                          | Tid             |                 |
| --------------- | ----------------------------- | --------------- | --------------- |
| 1.              | Movistar Team                 | 34t 10' 14"     |                 |
| 2.              | Medellín-Éxito                | + 2' 19"        |                 |
| 3.              | W52-FC Porto                  | + 2' 51"        |                 |
| 4.              | Caja Rural-Seguros RGA        | + 5' 56"        |                 |
| 5.              | Euskadi Basque Country-Murias | + 6' 24"        |                 |

| Holdkonkurrence | Holdkonkurrence               | Holdkonkurrence | Holdkonkurrence |
| Hold            | Hold                          | Tid             |                 |
| --------------- | ----------------------------- | --------------- | --------------- |
| 1.              | Movistar Team                 | 34t 10' 14"     |                 |
| 2.              | Medellín-Éxito                | + 2' 19"        |                 |
| 3.              | W52-FC Porto                  | + 2' 51"        |                 |
| 4.              | Caja Rural-Seguros RGA        | + 5' 56"        |                 |
| 5.              | Euskadi Basque Country-Murias | + 6' 24"        |                 |